# Stanisław Kamocki
Stanisław Kamocki (* 1875 in Warschau; † 1944 in Zakopane) war ein polnischer Maler, Grafiker und Hochschullehrer. Er gehörte der Młoda-Polska-Bewegung an.

## Leben
Von 1891 bis 1900 studierte Kamocki unter Leon Wyczółkowski, Jacek Malczewski und Jan Stanisławski an der Kunstakademie Krakau und im Anschluss mittels zweier Stipendien 1901/1902 sowie 1904/1905 in Paris. Seit 1908 unterrichtete er an der Krakauer Kunstschule für Frauen „Maria Niedzielska“. Im Jahre 1911 und noch einmal 1924 besuchte er Italien. Während des Ersten Weltkriegs diente er drei Jahre in der 1. Brigade der Polnischen Legionen. Später lebte Kamocki in Krakau und Zakopane, wo er ein eigenes Studio unterhielt. 1919 wurde er Leiter des Lehrstuhls für Landschaftsmalerei an der Krakauer Akademie, wo er 1937 zum Professor berufen wurde. Schüler von ihm waren hier Antoni Teslar und Stanisław Borysowski. Während des Krieges lehrte er an der Staatlichen Schule für Kunst und Handwerk (polnisch: Państwowa Szkoła Rzemiosła Artystycznego). Ab 1942 unterrichtete er dann Malerei an der Staatlichen Volkskunstschule (polnisch: Państwowa Szkoła Góralskiej Sztuki Ludowej) in Zakopane. Er war seit 1906 Mitglied der Towarzystwo Artystów Polskich „Sztuka“, von 1911 bis 1918 bei der Wiener Secession, bei der Warschauer Towarzystwo Zachęty Sztuk Pięknych und der Gesellschaft Towarzystwa Sztuka Podhalańska.

Sein Grab befindet sich auf dem alten Friedhof (Cmentarz Zasłużonych na Pęksowym Brzyzku) in Zakopane.

## Familie
1912 heiratete er Zofia geb. Zathey, die Tochter eines Lehrers und Schriftstellers. Die Schwester seiner Frau, Jadwiga, war mit dem Maler Jan Wladyslaw Pochwalski, einem Sohn von Józef Kasper Pochwalski verheiratet. Deren Kinder waren die Maler Kasper Pochwalski und Stanisław Pochwalski. Ein Bruder von Jan Wladyslaw Pochwalski war Kasimir Pochwalski.

## Werk
Kamocki gehörte neben Stefan Filipkiewicz und Ludwik Misky zu den wichtigsten Vertretern der symbolischen Landschaftsmalerei, die ihr Lehrer Stanisławski vertreten hatte. Wie Stanisławski verwendete auch Kamocki dicke Ölfarbe. In Freilichtmalerei entstanden Ansichten aus Wolhynien, Podolien, Zips, Orava, Gebieten um Krakau, Zakopane und der Tatra. Manchmal malte er auch Stillleben. Ursprünglich schuf er größere Gemälde auf Leinwand; in den 1920er Jahren malte er fast ausschließlich auf Karton.
Kamocki stellte mit der TZSP seit 1899 in Gruppenausstellungen und im Jahr 1917 auf einer Einzelausstellung aus. Die Gesellschaft der Freunde der Schönen Künste in Krakau richtete je eine Einzelausstellung in den Jahren 1920 und 1935 aus. Seine Werke wurden auch international – in Wien, Budapest, Venedig, Berlin, Prag, Moskau, Brüssel und New York – gezeigt. Bilder von ihm befinden sich in den Nationalmuseen in Krakau und Warschau, sowie in Regionalmuseen in Sandomierz (Muzeum Okęgowe), Kattowitz (Muzeum Śląskie) und Bytom (Muzeum Górnośląske).

## Weblinks

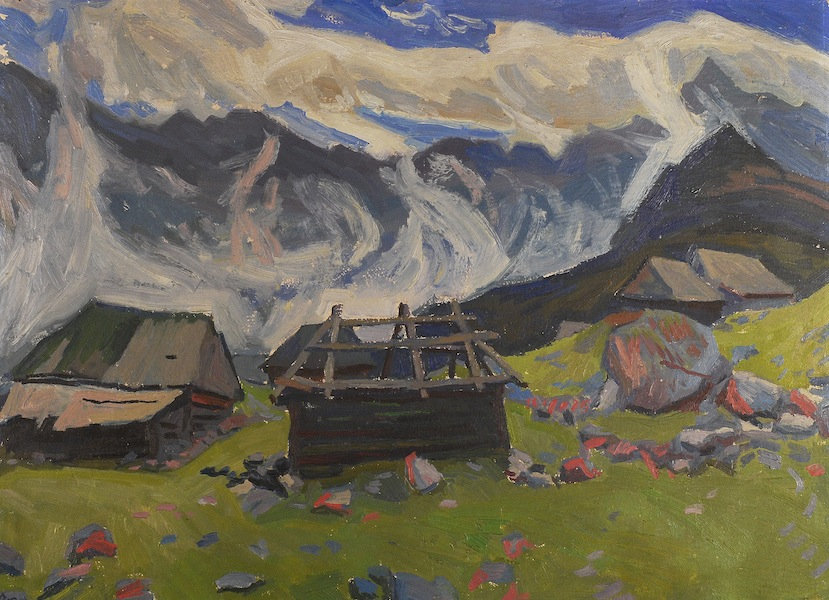
Nebel über dem Czarny Staw
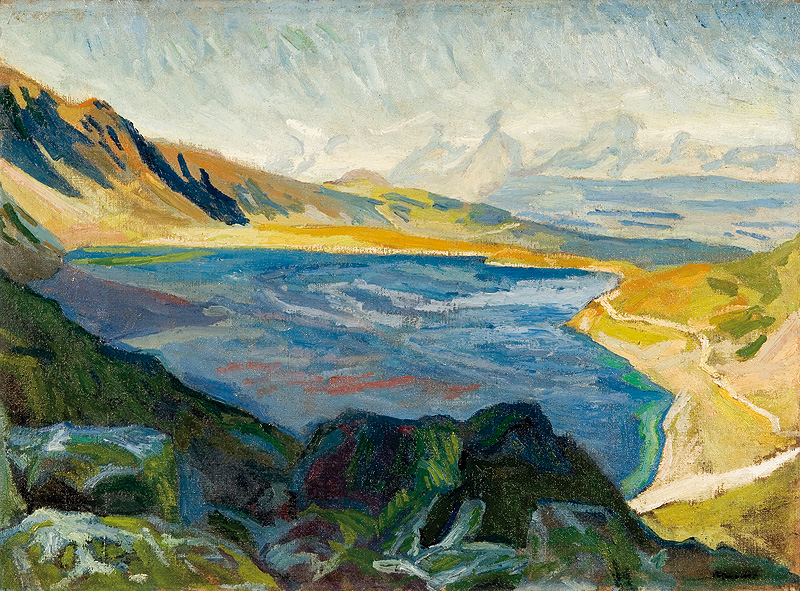
Czarny Staw Gąsienicowy
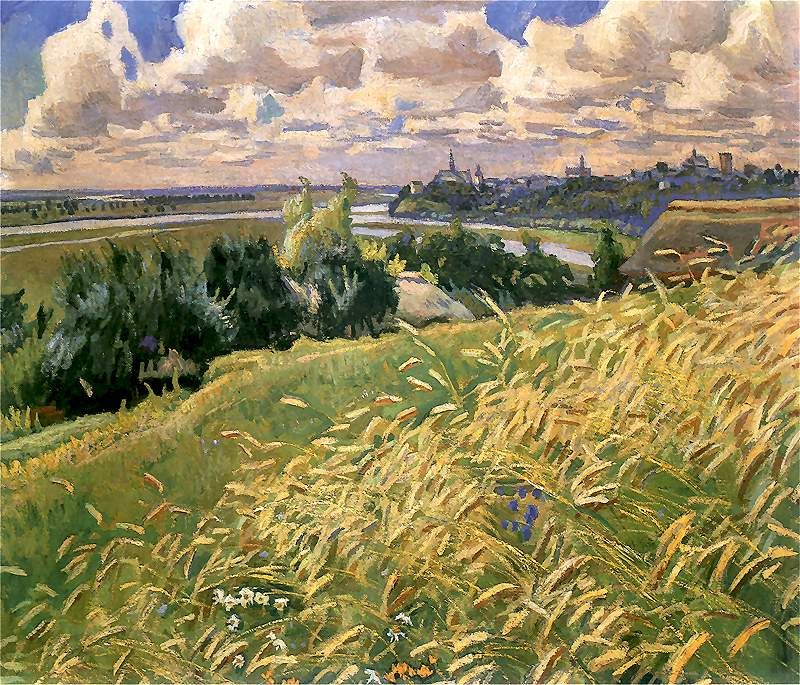
Ähren
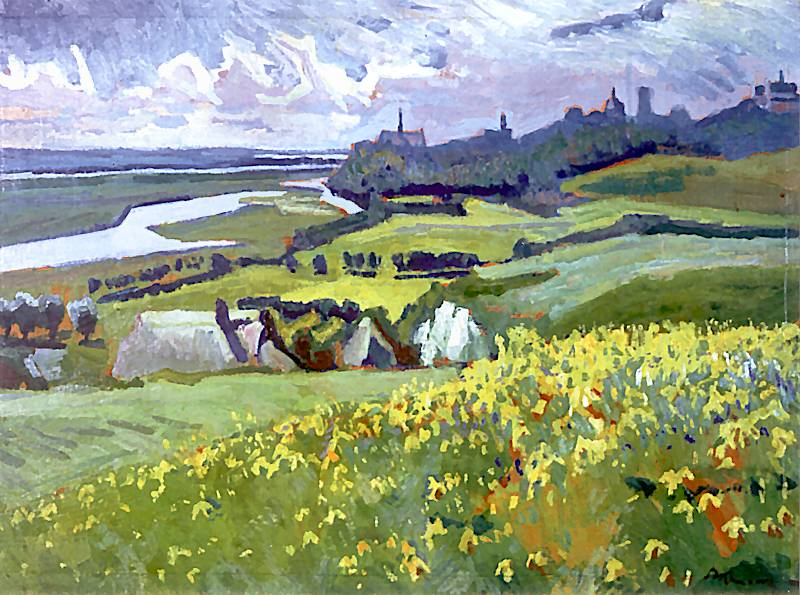
Blick auf Sandomierz
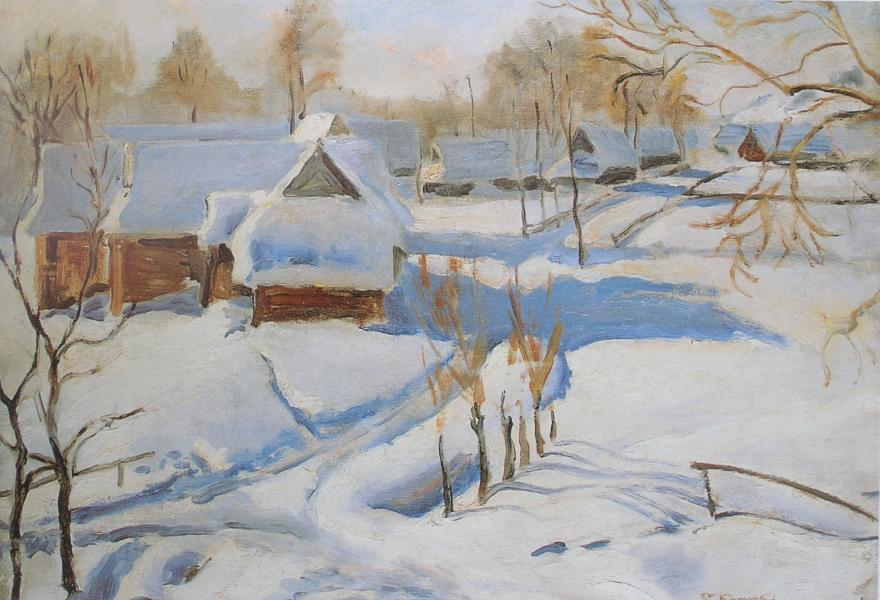
Winter am Lande